# Evermoor
Evermoor (2014) – brytyjski serial obyczajowy stworzony przez Diane Whitley i Tima Comptona oraz wyprodukowany przez Lime Pictures.
Premiera serialu miała miejsce 10 października 2014 na brytyjskim Disney Channel, a tydzień później 17 października 2014 na amerykańskim Disney Channel. W Polsce serial zadebiutował 27 kwietnia 2015 na antenie Disney Channel. Premiera 1. sezonu w Polsce odbyła się oficjalnie 11 kwietnia 2016. Potwierdzony został 2. sezon, liczący tylko 12 odcinków. Premiera 2. sezonu miała miejsce 8 maja 2017, zaś w Polsce 22 maja.

## Opis fabuły

### Sezon 1
Serial opisuje historię nastoletniej amerykańskiej dziewczyny zwanej Tara Crossley, która przeprowadza się ze Stanów Zjednoczonych do angielskiej wioski Evermoor. Po przybyciu na miejsce Tara, jej brat Jake oraz dwójka brytyjskich bliźniaków – Seb i Bella, próbują dostosować się do nowego życia. Dziewczyna postanawia rozwikłać tajemniczą zagadkę, a także przeżyć niesamowitą przygodę oraz uratować rodzinę przed niebezpieczeństwem.

### Sezon 2
Główną bohaterką drugiego sezonu serialu jest Bella, która ma zamiar dostać się do akademii mody w Londynie. Kiedy zły mężczyzna o imieniu Davorin, który jest uwięziony w magicznym lustrze, rozrywa Ludo na kawałki, Bella i jej przyjaciele muszą odnaleźć kawałki Ludo, zanim chaos związany ze spełnieniem życzeń rozprzestrzeni się po całej wiosce Evermoor.

## Obsada
- Naomi Sequeira – Tara Crossley (sezon 1)
- George Sear – "Seb" Crossley (sezon 1)
- Finney Cassidy – Cameron Marsh
- Georgia Lock – Bella Crossley
- Georgie Farmer – Jake Crossley
- Jordan Loughran – Sorsha Doyle (sezon 1)
- Clive Rowe – burmistrz Doyle
- Alex Starke – Ludo
- Margaret Cabourn-Smith – Crimson, gospodyni domowa
- Sharon Morgan – Esmeralda (sezon 1)
- Georgie Glen – ciotka Bridget (sezon 1)
- Sammy Moore – Otto
- India Ria Amarteifio – Lacie Fairburn
- Ben Radcliffe – Iggi (sezon 2)
- Ben Hull – Jed Crossley (sezon 2)
- Scarlett Murphy – Alice Crossley (sezon 2)
- Christopher Brand – Davorin (sezon 2)
- Belinda Stewart-Wilson – Fiona Crossley (sezon 1)
- Dan Fredenburgh – Rob Crossley (sezon 1)

## Wersja polska
Wersja polska: SDI Media Polska

Reżyseria: Artur Kaczmarski

Dialogi:
- Piotr Radziwiłowicz (odc. 1-4),
- Zofia Jaworowska (odc. 5-24),
- Krzysztof Pieszak (odc. 25-36)

Teksty piosenek: 
- Piotr Radziwiłowicz (odc. 1-4),
- Krzysztof Pieszak (odc. 25-36)

Kierownictwo muzyczne: Juliusz Kamil

Dźwięk: Łukasz Fober

W wersji polskiej udział wzięli:
- Joanna Derengowska – Tara Crossley
- Karol Jankiewicz – Seb Crossley
- Elżbieta Gaertner – Esmeralda
- Miłosz Konieczny – Cameron Marsh
- Anna Gajewska – Fiona Crossley
- Agata Góral – Bella Crossley
- Elżbieta Kijowska – Bridget
- Wojciech Żołądkowicz – Burmistrz Doyle
- Julia Chatys – Sorsha Doyle
- Mateusz Ceran – Ludo Carmichael (odc. 1-24)
- Igor Borecki – Ludo Carmichael (odc. 25-36)
- Józef Pawłowski – Otto Snob
- Marek Moryc – Jake Crossley
- Justyna Kowalska – Alice Crossley
- Aleksandra Kowalicka – Lacie Fairburn
- Ewa Prus – Crimson Carmichael
- Przemysław Glapiński – Jed Crossley
- Grzegorz Kwiecień – Davorin
- Jakub Świderski – Iggi

W pozostałych rolach:
- Anna Apostolakis – Założycielka
- Waldemar Barwiński – Rob Crossley (odc. 1-4)
- Gabriela Całun –
  - Cotton Lively (odc. 6),
  - Agatha (odc. 24)
- Tomasz Steciuk – Drifty (odc. 8)
- Mateusz Narloch – Chess (odc. 15)
- Aleksandra Radwan – Valentina (odc. 17, 24)
- Justyna Bojczuk – Sebastienne (odc. 20)
- Krzysztof Plewako-Szczerbiński – El Monsignor (odc. 30-31)
- Adrianna Kućmierz – Harper (odc. 32)
- Stefan Knothe
- Artur Kaczmarski
- Karolina Gibowska
- Aleksandra Spyra
- Nikodem Rozbicki
- Aleksander Sosiński

Wykonanie piosenek:
- Patrycja Kotlarska
- Małgorzata Kozłowska
- Anita Konca
- Igor Borecki
- Justyna Kowalska
- Aleksandra Kowalicka
- Grzegorz Kwiecień
- Jakub Świderski

Lektor: Artur Kaczmarski

## Odcinki
| Seria | Seria | Odcinki | Oryginalna emisja    | Oryginalna emisja    | Oryginalna emisja | Oryginalna emisja |
| Seria | Seria | Odcinki | Premiera serii       | Finał serii          | Premiera serii    | Finał serii       |
| ----- | ----- | ------- | -------------------- | -------------------- | ----------------- | ----------------- |
|       | pilot | 4       | 10 października 2014 | 31 października 2014 | 27 kwietnia 2015  | 30 kwietnia 2015  |
|       | 1     | 20      | 9 listopada 2015     | 28 marca 2016        | 11 kwietnia 2016  | 12 maja 2016      |
|       | 2     | 12      | 8 maja 2017          | 24 lipca 2017        | 22 maja 2017      | 6 czerwca 2017    |

### pilot: 2014
| Nr | Tytuł                  | Tytuł polski                | Reżyseria    | Scenariusz | Premiera             | Premiera w Polsce |
| -- | ---------------------- | --------------------------- | ------------ | ---------- | -------------------- | ----------------- |
| 1  | The Mysterious Village | Tajemnicza Wieś             | Chris Cottam | Bede Blake | 10 października 2014 | 27 kwietnia 2015  |
| 2  | Fire In House          | Pożar w domu                | Chris Cottam | Bede Blake | 17 października 2014 | 28 kwietnia 2015  |
| 3  | Magical Typewriter     | Magiczna maszyna do pisania | Chris Cottam | Bede Blake | 24 października 2014 | 29 kwietnia 2015  |
| 4  | Supreme Everine        | Najwyższa Everyna           | Chris Cottam | Bede Blake | 31 października 2014 | 30 kwietnia 2015  |

### Sezon 1: 2016
| Nr | Tytuł                               | Tytuł polski               | Premiera          | Premiera w Polsce |
| -- | ----------------------------------- | -------------------------- | ----------------- | ----------------- |
| 5  | Normal                              | Normalka                   | 9 listopada 2015  | 11 kwietnia 2016  |
| 6  | Weaving Bad                         | Sprawa grubymi nićmi szyta | 10 listopada 2015 | 12 kwietnia 2016  |
| 7  | Night of the Stench                 | Zielona noc                | 16 listopada 2015 | 13 kwietnia 2016  |
| 8  | Drifty                              | Drifty                     | 17 listopada 2015 | 14 kwietnia 2016  |
| 9  | Tallulah Brinkworth Meets Her Match | Tallulah Brinkworth        | 23 listopada 2015 | 18 kwietnia 2016  |
| 10 | Forevermoor                         | Nowe Evermoor              | 24 listopada 2015 | 19 kwietnia 2016  |
| 11 | Day of Hearts                       | Dzień serc                 | 30 listopada 2015 | 20 kwietnia 2016  |
| 12 | The Labours of Bella                | Bella ma kłopoty           | 1 grudnia 2015    | 21 kwietnia 2016  |
| 13 | Spellbound                          | Czarymarki                 | 7 grudnia 2015    | 25 kwietnia 2016  |
| 14 | Nothing Rhymes with Cameron         | Wielki, Wielki Kanion      | 8 grudnia 2015    | 26 kwietnia 2016  |
| 15 | Twist of Fate                       | Taniec gońca               | 15 lutego 2016    | 27 kwietnia 2016  |
| 16 | A Fuffwah too Far                   | Fuffwa sprawiedliwości     | 16 lutego 2016    | 28 kwietnia 2016  |
| 17 | Valentina                           | Valentina                  | 17 lutego 2016    | 2 maja 2016       |
| 18 | Operations Lights Out               | Operacja mrok              | 18 lutego 2016    | 3 maja 2016       |
| 19 | Being Bella                         | Bella                      | 22 lutego 2016    | 4 maja 2016       |
| 20 | The Science of Seb                  | Seb w pajęczynie           | 29 lutego 2016    | 5 maja 2016       |
| 21 | The Rise of Hollowfall              | Hollowfall powstaje        | 7 marca 2016      | 9 maja 2016       |
| 22 | New Flames                          | Nowe płomienie             | 14 marca 2016     | 10 maja 2016      |
| 23 | The Egg and the Snoot               | Jajo                       | 21 marca 2016     | 11 maja 2016      |
| 24 | Nevermoor                           | Koniec                     | 28 marca 2016     | 12 maja 2016      |

### Sezon 2: 2017
| Nr | Tytuł                           | Tytuł polski             | Premiera        | Premiera w Polsce |
| -- | ------------------------------- | ------------------------ | --------------- | ----------------- |
| 1  | Splintered                      | W odłamkach              | 8 maja 2017     | 22 maja 2017      |
| 2  | The Things They Say About Alice | Plotki na temat Alice    | 15 maja 2017    | 23 maja 2017      |
| 3  | No Life Crisis                  | Kryzys niebytu           | 22 maja 2017    | 24 maja 2017      |
| 4  | Love (Really) Hurts             | Miłość naprawdę boli     | 29 maja 2017    | 25 maja 2017      |
| 5  | Rags to Riches                  | Szmaty dla bogaczy       | 5 czerwca 2017  | 26 maja 2017      |
| 6  | Dogsbody                        | W psim ciele             | 12 czerwca 2017 | 29 maja 2017      |
| 7  | El Monsignor's Last Stand       | El Monsignor             | 19 czerwca 2017 | 30 maja 2017      |
| 8  | The Itchies                     | Świąd                    | 26 czerwca 2017 | 31 maja 2017      |
| 9  | Race to Stink Island            | Wyścig na Cuchnącą Wyspę | 3 lipca 2017    | 1 czerwca 2017    |
| 10 | Little White Big Fat Lie        | Drobne wielkie kłamstwo  | 10 lipca 2017   | 2 czerwca 2017    |
| 11 | Showtime!                       | Spektakl                 | 17 lipca 2017   | 5 czerwca 2017    |
| 12 | Vampire Luau                    | Wampiryczne Luau         | 24 lipca 2017   | 6 czerwca 2017    |